# Emma González
X González (geboren als Emma González, 11 november 1999) is een Amerikaanse activist en voorvechter van wapenbeheersing in de Verenigde Staten. Als leerling op de middelbare school maakte die de schietpartij mee in februari 2018 op de Stoneman Douglas High School in Parkland, Florida waarbij 17 van hun medeleerlingen werden doodgeschoten. González zelf moest zich samen met hun medestudenten twee uur lang schuilhouden in het auditorium waar ze les hadden. Daarop richtte die samen met anderen de actiegroep Never Again MSD op.
González kreeg nationale bekendheid na een speech op een betoging tegen wapengeweld die viraal ging, waarbij die uitriep "We call B.S." (bullshit) over het gebrek aan respons bij politici die gesponsord worden door de NRA.
Later bleef González als activist actief in de media en hielp die de March 4 Our Lives organiseren, wat het grootste studentenprotest in de Amerikaanse geschiedenis werd. Op deze betoging leidde González het moment van stilte voor de slachtoffers van het bloedbad in hun school; voor het woord te nemen stond die zes minuten lang zwijgend op het podium, even lang als het bloedbad zelf duurde. 
Op 20 november 2018 werden X González en hun medeactievoerders van de March 4 Our Lives in Kaapstad, Zuid-Afrika, door aartsbisschop Desmond Tutu onderscheiden met de Internationale Kindervredesprijs.
Hij noemde hen een van de meest veelbetekenende door jongeren geleide massabewegingen ooit.